# Węglowice
Węglowice is een plaats in het Poolse district  Kłobucki, woiwodschap Silezië. De plaats maakt deel uit van de gemeente Wręczyca Wielka en telt 400 inwoners.